# مصطفی آل احمد
مصطفی آل‌احمد (زادهٔ ۱ شهریور ماه ۱۳۴۹ در تهران) نویسنده، فیلمساز و نقاشِ ایرانی است.  او در ۱۷ تیر ماه ۱۴۰۱ در ارتباط با بیانیه موسوم به «بیانیه تفنگت را زمین بگذار» بازداشت شد.

## زندگی
مصطفی آل‌احمد متولد ۱ شهریور ۱۳۴۹ در تهران است. او که دانش‌آموخته نقاشی و نمایش است فعالیت سینمایی خود را در سال‌های دههٔ ۱۳۷۰ و با طراحی صحنه و لباس در سینما شروع کرد. او همچنین چندین فیلم کوتاه، انیمیشن و مستند ساخته‌است. فیلم‌های کوتاه او به جشنواره‌های گوناگون چون مونترال کانادا، بوسان کرهٔ جنوبی، توکیو ژاپن، تو اکران سوئیس، تامپره فنلاند و مونتی کاتینی ایتالیا راه یافت و موفق به دریافت مدال یونیکا و مدال نقرهٔ ایبنز و برندهٔ بهترین فیلم تجربی جشنوارهٔ ملل اتریش شد. وی نویسنده فیلم‌نامه، کارگردان و طراح صحنه فیلم سینمایی پوسته است. آل‌احمد در سال ۱۳۷۶ کتابی با عنوان «سوررآلیسم، انگاره زیباشناسی هنری» تالیف کرده که می‌توان آن را تئوری تازه‌ای در باب زیبایی‌شناسی دانست. او همچنین با شبکه‌های تلویزیونی آلمان و فنلاند همکاری داشته و برای آن‌ها فیلم‌های مستند و انیمیشن ساخته‌است.

### بازداشت به دلیل انتشاربیانیه تفنگت را زمین بگذار
بر اساس گزارش خبرگزاری ایرنا، مصطفی آل‌احمد و محمد رسول‌اف به دلیل انتشار بیانیهٔ سینماگران با عنوان «[[بیانیه تفنگت را زمین بگذار]]»، در جریان اعتراض‌های مردمی پس از فروریختن ساختمان متروپل آبادان، ۱۷ تیر ۱۴۰۱ توسط نیروهای امنیتی بازداشت شدند. بیش از صد نفر از سینماگران ایرانی روز هشتم خرداد ۱۴۰۱ با انتشار بیانیه‌ای از نظامیانی که به نوشتهٔ آن‌ها «تبدیل به عامل سرکوب مردم شده‌اند»، خواسته بودند که سلاح‌هایشان را زمین بگذارند و «به آغوش ملت بازگردند». خبرگزاری ایرنا در خبر کوتاهی که شامگاه ۱۷ تیر منتشر کرد، محمد رسول‌اف و مصطفی آل‌احمد را به «ارتباط با ضدانقلاب» و «التهاب‌آفرینی و برهم زدن امنیت روانی جامعه» در جریان ریزش متروپل آبادان متهم کرد.

#### واکنش‌ها
- سازمان حقوق بشر ایران بازداشت محمد رسول‌اف و مصطفی آل‌احمد، را «نقض فاحش آزادی بیان» و «آزادی‌های اساسی شهروندان» اعلام کرد و خواستار آزادی فوری و بدون قید و شرط آن‌ها شد.[۴]
- دهها نفر از اهالی سینما و هنرمندان ایرانی در بیانیه‌ای خواستار آزادی «فوری» و «بی‌قید و شرط» محمد رسول‌اف و مصطفی آل احمد شده‌اند؛ اصغر فرهادی و فاطمه معتمدآریا هم از امضاکنندگان این بیانیه بوده‌اند.[۵]

## فیلم‌شناسی
1. مادهٔ نرم (فیلم کوتاه) (مصطفی آل‌احمد) [کارگردان-فیلم‌نامه‌نویس] ۱۳۷۳
2. تو کار سختی انجام دادی که زنده شدی (فیلم کوتاه) (مصطفی آل‌احمد) [کارگردان-فیلم‌نامه‌نویس] ۱۳۷۷
3. پرسپولیس (مصطفی آل‌احمد) [کارگردان انیمیشن به سفارش شبکهٔ تلویزیونی دویچه وله (به آلمانی: Deutsche Welle، مخفف: DW)، زد د اف (به آلمانی: Zweites Deutsches FernsehenWelle، مخفف: ZDF)، اس دبلیو آر (به آلمانی: SWR Fernsehen، مخفف: SWR) و یونسکو] ۱۳۷۷[۶]
4. ترکش‌های صلح (سینمایی) (علی شاه‌حاتمی) [طراح صحنه و لباس] ۱۳۷۹
5. بچه مگس (فیلم کوتاه) (مصطفی آل‌احمد) [کارگردان-فیلم‌نامه‌نویس] ۱۳۸۱
6. الههٔ زیگورات (سینمایی) (رحمان رضایی) [طراح صحنه و لباس] ۱۳۸۲
7. بلاک آوت (مستند)(به انگلیسی: Blackout) (مصطفی آل‌احمد) [کارگردان] ۱۳۸۴
8. آخرین ملکهٔ زمین (سینمایی)(محمدرضا عرب) [طراح صحنه و لباس] ۱۳۸۷
9. پوسته (سینمایی) (مصطفی آل‌احمد) [کارگردان-فیلم‌نامه‌نویس-طراح صحنه و لباس] ۱۳۸۷[۷]
10. نویسنده بودن (مستند) (مصطفی آل‌احمد) [کارگردان-پژوهنده] ۱۳۹۰
11. گروگر (مستند) (مصطفی آل‌احمد)[کارگردان] ۱۳۹۴

## نگارش
- سوررآلیسم: انگاره زیبایی‌شناسی هنری (مصطفی آل احمد) [نویسنده] ۱۳۷۷[۸]